# Frontera entre Ruanda y Tanzania
La frontera entre Ruanda y Tanzania es una frontera internacional continua de 217 kilómetros de largo que separan a Ruanda y a Tanzania en África Oriental.

## Descripción

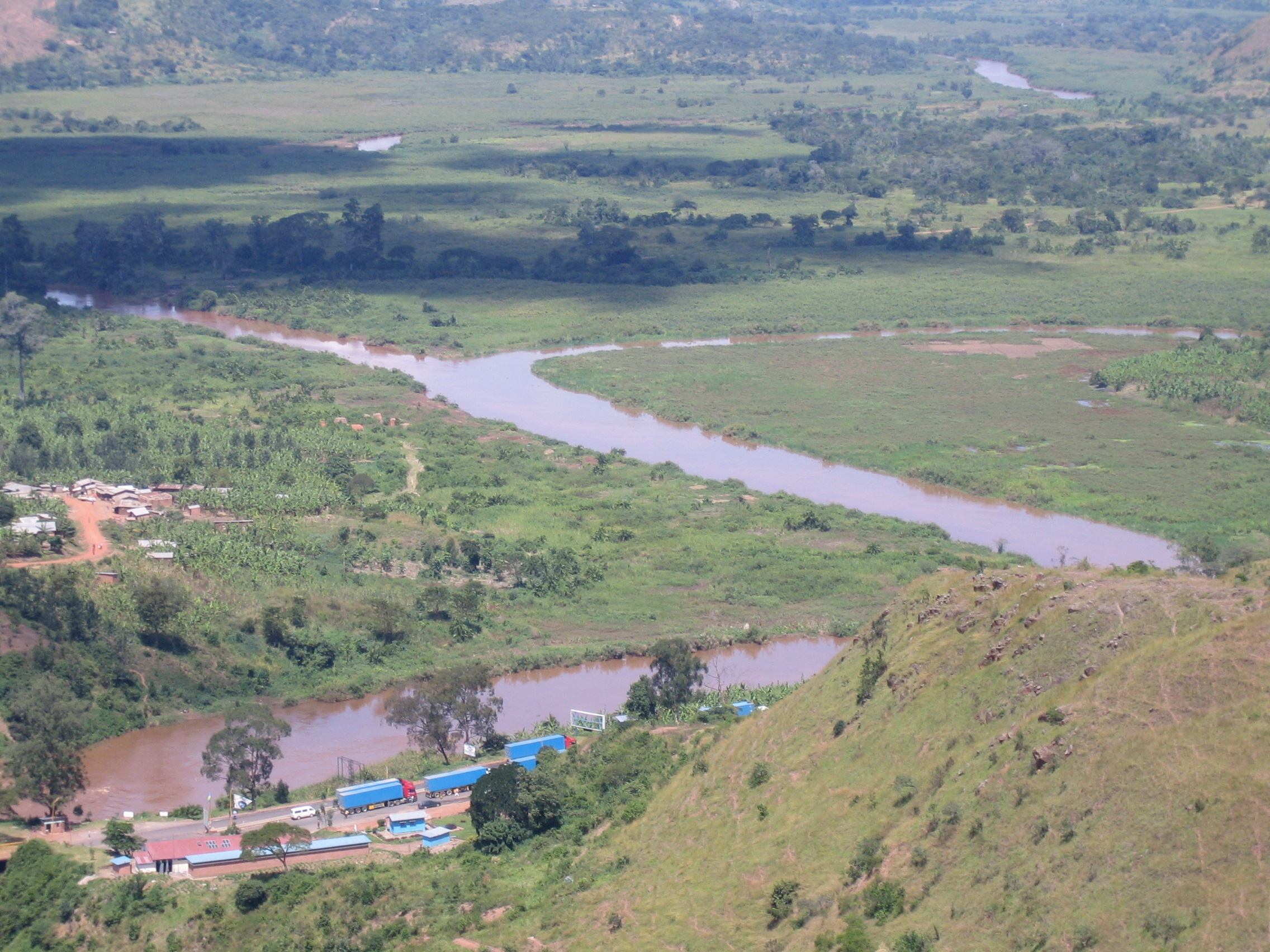
Confluencia entre los ríos Ruvubu y el Kagera (a la derecha); este último marca la frontera.

La frontera está ubicada íntegramente sobre el curso del río Kagera. Inicia en el punto triple de las fronteras Burundi-Tanzania y Burundi-Ruanda. Los 217 kilómetros de ella comprenden el curso del Kagera para acabar por en el punto triple entre las fronteras Uganda-Ruanda y Uganda-Tanzania. En 2014 se construyó un puente para cruzar el río Kagera para facilitar el tráfico, al tiempo que se construían aduanas comunes abiertas las 24 horas.